# Mișcare coorbitală
În mecanica cerească, mișcarea coorbitală (în engleză: co-orbital motion) este mișcarea de revoluție a două obiecte cerești, sau mai multe, în jurul unui același corp central pe orbite diferite, dar în rezonanță 1:1.
Acțiunea de coorbitare este numită coorbitaj. Fiecare obiect animat de o mișcare coorbitală este numit coorbitant. Cel al cărui masă este inferioară celuilalt este numit coorbitor.